# 18 and Life
18 and Life är den andra singeln av den amerikanska heavy metal-gruppen Skid Row, utgiven den 8 juli 1989.
Låten, som återfinns på bandets debutalbum Skid Row, skrevs av basisten Rachel Bolan och gitarristen Dave "The Snake" Sabo. Texten är inspirerad av en tidningsartikel som Sabo läste om en 18-årig man som dömdes till livstids fängelse efter att ha råkat skjuta sin vän.

## Låtlista
1. "18 and Life" (Rachel Bolan, Dave Sabo) – 3:50
2. "Midnight/Tornado" (Matt Fallon, Sabo) – 4:17

## Bandsättning
- Sebastian Bach – sång
- Dave "The Snake" Sabo – gitarr
- Scotti Hill – gitarr
- Rachel Bolan – elbas
- Rob Affuso – trummor